# Antonio Barać
Antonio Barać (ur. 19 stycznia 1997 w Livnie) – chorwacki kolarz szosowy.

## Osiągnięcia
Opracowano na podstawie:

2017
- 2. miejsce w mistrzostwach Chorwacji U23 (jazda indywidualna na czas)

2018
- 2. miejsce w mistrzostwach Chorwacji U23 (jazda indywidualna na czas)

2020
- 3. miejsce w mistrzostwach Chorwacji (start wspólny)

2022
- 3. miejsce w mistrzostwach Chorwacji (jazda indywidualna na czas)
- 2. miejsce w mistrzostwach Chorwacji (start wspólny)

## Rankingi
| Rok             | 2017  | 2018  | 2019  | 2020 | 2021 | 2022 | 2023 |
| --------------- | ----- | ----- | ----- | ---- | ---- | ---- | ---- |
| World Ranking   | 1408. | 1984. | 1902. | 588. | -    | 838. | 954. |
| UCI Europe Tour | 903.  | 1323. | 1252. | 478. | -    | 624. | -    |
|                 |       |       |       |      |      |      |      |
| Źródło: UCI     |       |       |       |      |      |      |      |